# Retuerta (Burgos)
Retuerta es un municipio y localidad española de la provincia de Burgos, en la comunidad autónoma de Castilla y León. El término municipal, ubicado en la comarca del Arlanza y el partido judicial de Lerma, tiene una población de 59 habitantes (INE 2024).

## Geografía
Por esta localidad pasa el río Arlanza, y es colindante a Covarrubias. Está situada en la Ruta de la Lana y en el Camino del Cid. Para acceder se toma la CL-110 (Lerma-Hortigüela). En Covarrubias tomar la carretera local BU-902.

## Historia
La historia de Retuerta está muy ligada a su vecina, la otrora poderosa Covarrubias. Tras la invasión árabe en el siglo VIII la zona sufrió un fuerte despoblamiento: sus habitantes huyeron o bien se refugiaron en cuevas. Esta situación remitiría con el avance de los reinos cristianos y la creación del Condado de Castilla hasta cristalizar en la fundación del Infantado de Covarrubias en el año 978. Este fue instituido por Garcí Fernández, hijo del conde Fernán González, donando a su hija Urraca un importante señorío, entre cuyas villas se hallaba la de Retuerta. Posee a la entrada del pueblo un rollo jurisdiccional.

## Demografía
Retuerta cuenta con una población de 59 habitantes (INE 2024).
| Gráfica de evolución demográfica de Retuerta entre 1842 y 2021 |
| |
| Población de derecho según los censos de población del INE. Población de hecho según los censos de población del INE.Entre el censo de 1857 y el anterior, crece el término del municipio porque incorpora a Ura. |

## Patrimonio

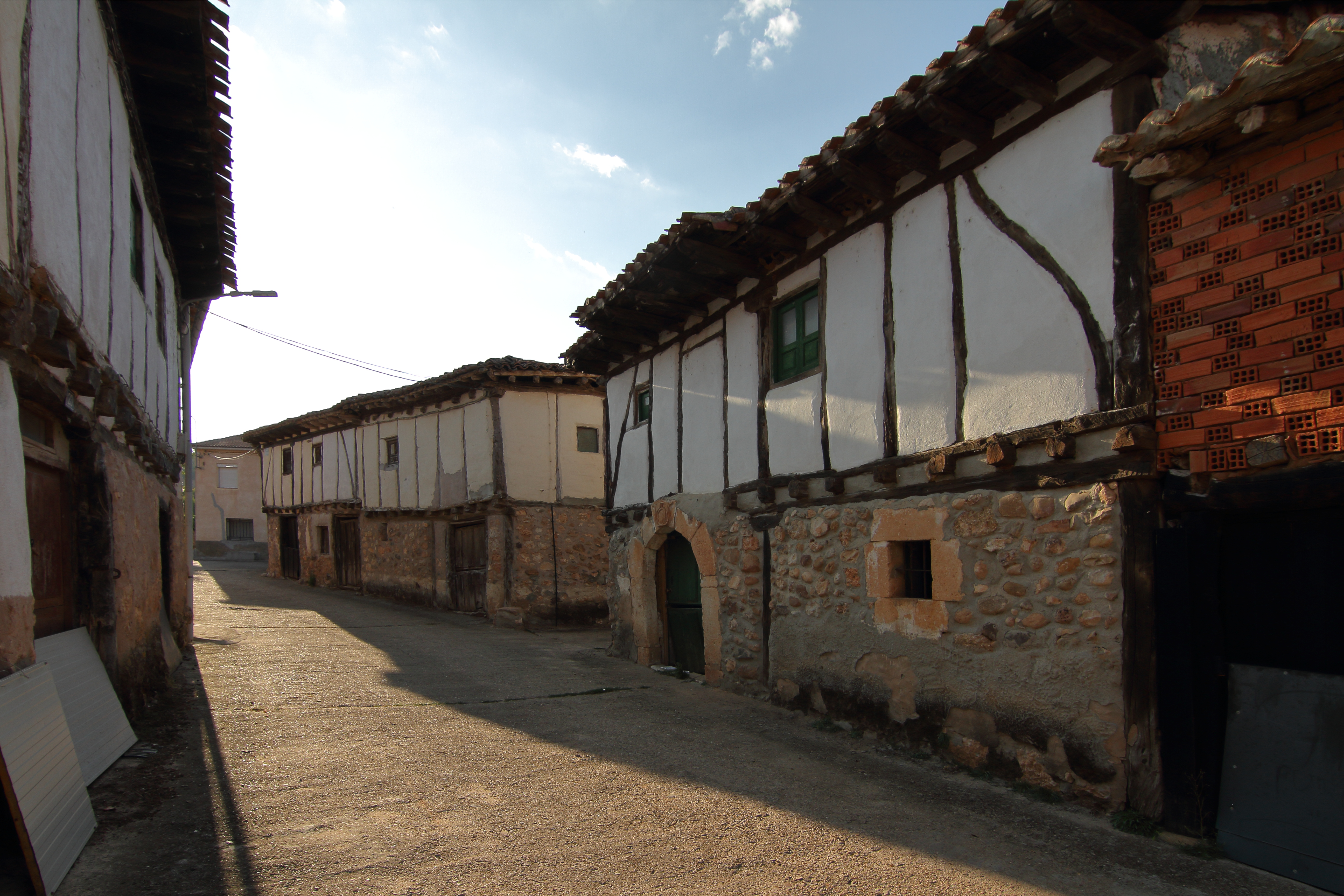
Edificios de adobe

Casco urbano y arquitectura popular de entramado de madera destacan la iglesia de San Esteban de estilo herrerianoneoclásico y la ermita de Santa María del siglo XIV.

## Fiestas
Fiestas patronales: 3 de agosto San Esteban.